# Prairie du Chien
Prairie du Chien è un comune degli Stati Uniti d'America, situato nello Stato del Wisconsin, nella contea di Crawford, della quale è il capoluogo.

## Storia
L'insediamento fu fondato il 17 giugno 1673 da un gruppo di esploratori francesi guidati da Jacques Marquette, cosa che ne fa il quarto insediamento di coloni europei nella regione del Midwest degli Stati Uniti, dopo Green Bay nel Wisconsin, Sault Ste. Marie nel Michigan e St. Ignace, sempre nel Michigan.